# Die schrillen Vier in Las Vegas
Die schrillen Vier in Las Vegas (alternativ Viva Las Vegas – Hoppla wir kommen) ist eine US-amerikanische Filmkomödie von Stephen Kessler aus dem Jahr 1997. Sie ist eine Weiterführung der Komödien Die schrillen Vier auf Achse (1983), Hilfe, die Amis kommen (1985) und Schöne Bescherung (1989). Der Film wurde in Arizona, Kalifornien und Nevada gedreht und brachte an den US-Kinokassen 36,4 Millionen Dollar ein.

## Handlung
Clark Griswold bekommt von seiner Firma eine Prämie und entscheidet, dass die Familie den Urlaub in Las Vegas verbringen wird. Clark und Ellen wollen dort nach 20 Jahren Ehe das Hochzeitsgelübde erneuern. Im Flugzeug versuchen sie, auf der Toilette Sex zu haben. Doch Ellen klemmt ihren Fuß in der Absaugöffnung der Vakuumtoilette ein; die Besatzung hilft, sie zu befreien.
Clark bringt seine Familie zu einer Show von Siegfried und Roy. Die Magier bitten ihn auf die Bühne und lassen ihn vor dem Publikum verschwinden. Ellen und die Kinder verfolgen die Show ohne ihn weiter. Clarks Sohn will sich im Glücksspiel versuchen, aber Personen unter 21 Jahren ist das Spiel verboten. Clark verbietet ihm jede Erwähnung des Themas Glücksspiel. Selbst nutzt er dennoch jede Gelegenheit zum Spielen. Dabei verliert er ständig oder gewinnt nur kleine Beträge.
Die Familie trifft Vetter Eddie, der auf einem ehemaligen Atomtestgelände in der Nähe wohnt. Eddies Tochter Vickie und Audrey besuchen gemeinsam Nachtlokale.
Clark verspielt im Casino das ganze Geld der Familie, insgesamt über 22.000 Dollar, weil er sich beim Black Jack von Croupier Marty reizen lässt. Cousin Eddie hilft ihm mit seinem in seinem Garten vergrabenen Geld aus, doch Clark verspielt auch das. Rusty lässt sich einen gefälschten Ausweis erstellen, auf dem er Nick Papageurgio heißt und mindestens 21 Jahre alt ist, um Glücksspiele spielen zu können. Er hat dagegen mehr Glück als sein Vater und gewinnt an einarmigen Banditen vier Autos.
Clark erinnert sich seiner Familie. Er sammelt sie ein: Die von ihm vernachlässigte Ellen von einem Date mit dem Sänger Wayne Newton, Audrey vom Käfigtanzen mit Vicky in einem Nachtclub, seinen Sohn von einer Luxusparty, zu der er mit falscher Identität gelangt ist.
Ellen hat als einzige noch Geld: Zwei Dollars im Strumpfband. Ellen und Clark wollen damit ihr Glück erzwingen, doch verlieren sie beim Keno. Ein alter Mann neben ihnen jubelt über seinen Gewinn und verstirbt dabei, sein Gewinnschein fällt zu Boden, mit seinen letzten Worten vermacht er ihn Clark. Clark nimmt ihn an sich, kurz bevor ihn die Kehrmaschine verschlingt. Clark und Ellen können mit dem Gewinn erneut heiraten, Eddie bekommt das geliehene Geld mit einem großen Bonus zurück, mit den von Rusty gewonnenen vier Autos fahren die Griswolds zurück.

## Rezeption
Die schrillen Vier in Las Vegas erhielt ein sehr schlechtes Presseecho, was sich auch in den Auswertungen US-amerikanischer Aggregatoren widerspiegelt. So erfasst Rotten Tomatoes größtenteils kritische Besprechungen und ordnet den Film dementsprechend als „Gammelig“ ein. Laut Metacritic fallen die Bewertungen im Mittel „Grundsätzlich Ablehnend“ aus.
James Berardinelli schrieb, dass er sich noch an die Zeit erinnere, als Chevy Chase witzig war. Diese Zeit sei vorbei. Die Witze im Film seien flach. Berardinelli lobte Ethan Embry und Marisol Nichols, aber kritisierte besonders stark Randy Quaid.

„Eine geist- und witzlose Komödie, die den Personen, den Ereignissen und dem Schauplatz Las Vegas dasselbe Desinteresse entgegenbringt.“

Beverly D’Angelo wurde 1998 für den Kids’ Choice Award nominiert.